# قلعه غلام عبدالله
قلعه غلام عبدالله، روستایی از توابع بخش مرکزی شهرستان لامرد در استان فارس ایران است.
وجه تسميه و پيشينيه اين روستا در حدود ۱۲۵۰ ه . ش توسط فردي بنام غلام عبدالله بنا نهاده شد. بقاياي اين قلعه تاريخي و باستاني هنوز در اين روستا قابل رويت مي باشند .
ساكنان اين روستا اصالتا زنگنه‌ای مي‌باشند كه منشا خروج آن‌ها از كرمانشاه مي‌باشد. نسب ساكنان اين روستا به محمد مهمدشاه پسر قنبر پسر مصطفي بك به ترتيب زير مي‌باشد:
غلام عبداله علي نقي قائد عبدالعلي قائد بهزاد محمد مهمدشاه زنگنه در آن زمان پس از چيرگي ارتش ايران بر عثماني و درگيري‌هاي پراكنده اقوام در گوشه هايي از ايران بزرگ شاه اسماعيل را برآن داشت كه قوم غيور و جنگجوي زنگنه را در نواحي مختلفي از ايران از جمله نوار مرزي بگمارد كه جد بزرگ زنگنه هاي منطقه لامرد کنونی به اين منطقه آمد .
پس از مهاجرت به اين ديار و سكني گزيدن با رنجهاي بسياري عجين گردیده از جمله اذيت و آزار تراکمه ای ها شدند.ابتدا در مكاني بنام زنگنه كهنه در غرب حوزه علميه استقرار يافتند و سپس به قلعه كمارجي زنگنه در شمال شرقي زنگنه فعلي كوچ نمودند.قائد عبدالعلي زنگنه كه رياست قلاع مختلف را برعهده داشت و فردي با نفوذ و ثروتمند بود اراضي كمارجي را از شخصي بنام سهراب كمارجي كه زرتشتي الاصل بودند خريداري نمود همچين اراضي سورغال، كهور سوخته، نيرايي از جبل اعلا تا رودخانه شور و اراضي خليفه ها توسط ايشان خريداري شد. منطقه كمارجي روستاي زنگنه (‌كه خاكسترها و خرابه هاي آن هنوز پيداست ) سكني گزيدند پس از آن جهت امرار معاش و كشاورزي و نخلداري به سبخي كوچ كردند پس از آن با توجه به ساخت قلعه محمد مرشدي توسط ماسن ها به نيت تصرف اراضي غلام عبداله. ايشان شبانه و با همكاراي فرزندان خود اقدام به ساخت قلعه نمودند و چندين خانوار در قلعه ي نوپاي غلام عبداله سكونت يافتند. پس از آن در پي نزاعي كوتاه قلعه محمد مرشدي به تصرف غلام عبداله درآمد و ساكنان قلعه محمد مرشدي به بركه ماهبانو برگشتند.
درون اين قلعه را اتاق‌های زيادي در بر مي گرفت كه هر خانواده در يك اتاق سكني گزيدند كه پس از مدتي و بر اثر بزرگتر شدن خانواده‌ها هر كدام خانه اي جداگانه در گوشه‌ای از محل كنوني روستا ساختند
لازم به ذكر است كه قديمي ترين فيلمي كه از كل شهرستان وجود دارد از اين روستا و از عروسي حاج علي حسن زاده در سال 1353 گرفته شده‌است كه اين فيلم صامت مي باشد .
همچنين در زمان هشت سال دفاع مقدس و جنگ تحميلي اكثر مردان و زنان اين روستا نقش خود را ايفا نمودند كه در اين راه يك شهيد بنام عباس نكوكار را نثار انقلاب كرده‌اند. حدود ۸۰ درصد از كساني كه توانايي رزم را داشتند نيز به جبهه‌ها اعزام شدند كه نقش همه اين عزيزان به نوعي بارز بوده‌است .
اولین ها:
۱- اولین پمپ بنزین منطقه آن زمان لامرد در این روستا و در سال ۱۳۴۴ توسط قائد حاجی عبداللهی کدخدای وقت بنیان گذارده شد.
۲- اولین استخر سرپوشیده شهرستان لامرد توسط احمد عبدالهی با کاربری استفاده برای آقایان و خانم ها افتتاح گردیده است

## جمعیت
این روستا در دهستان حومه قرار دارد و بر اساس سرشماری مرکز آمار ایران در سال ۱۳۸۵، جمعیت آن ۱۳۲ نفر (۳۷ خانوار) بوده‌است.